# Salix argyrotrichocarpa
Salix argyrotrichocarpa ist ein Strauch aus der Gattung der Weiden (Salix) mit bis zu 7 Zentimeter langen, oberseits runzeligen Blattspreiten. Das natürliche Verbreitungsgebiet der Art liegt in China.

## Beschreibung
Salix argyrotrichocarpa ist ein bis zu 3 Meter hoher Strauch mit kahlen, rotbraunen Zweigen mit Durchmessern von etwa 5 Millimetern. Junge Zweige sind kahl oder leicht fein behaart und verkahlend. Die Laubblätter sind sitzend oder beinahe sitzend. Die Blattspreite ist 5 bis 7 Zentimeter lang, 2,5 bis 3 Zentimeter breit, verkehrt-eiförmig-elliptisch, ganzrandig, mit spitzer, bespitzter oder gerundeter Spitze und keilförmig-angerundeter bis abgerundeter Blattbasis. Die Blattoberseite ist runzelig, anfangs leicht fein behaart und später bis auf die Blattadern verkahlend, die Unterseite ist grünlich und kahl.
Von den männlichen Blütenständen ist nichts bekannt. Die weiblichen Blütenstände sind 6 bis 7 Zentimeter lange, etwa 1,3 Zentimeter durchmessende Kätzchen. Der Blütenstandsstiel ist 1 bis 2,5 Zentimeter lang und blattlos. Die Blütenstandsachse ist weißzottig behaart. Die Tragblätter sind verkehrt-eiförmig-länglich mit gerundeter Spitze und beidseitig dicht und lang seidig behaart. Weibliche Blüten haben eine etwa eiförmige, adaxial gelegene Nektardrüse. Der Fruchtknoten ist 3 Millimeter lang, schmal eiförmig, kurz gestielt und weiß flaumig behaart. Der Griffel ist etwa halb so lang wie der Fruchtknoten und zweilappig. Die Narbe ist zweispaltig. Salix argyrotrichocarpa blüht vor bis fast mit dem Blattaustrieb im Juli.

## Vorkommen und Standortansprüche
Das natürliche Verbreitungsgebiet liegt auf Berghängen in etwa 3900 Metern Höhe im Südosten Tibets.

## Systematik
Salix argyrotrichocarpa ist eine Art aus der Gattung der Weiden (Salix) in der Familie der Weidengewächse (Salicaceae). Dort wird sie der Sektion Psilostigmatae zugeordnet. Sie wurde 1979 von Cheng Fu Fang erstmals wissenschaftlich beschrieben. Der Gattungsname Salix stammt aus dem Lateinischen und wurde schon von den Römern für verschiedene Weidenarten verwendet.
Die Art ähnelt Salix sikkimensis, jedoch ist die Blattspreite anfangs leicht fein behaart und der Blattrand drüsenlos. Der Blütenstandsstiel ist lang, die Tragblätter nicht häutig aber dicht lang und seidig behaart mit gerundeter Spitze. Sie ähnelt auch Salix spodiophylla, doch unterscheidet sie sich durch die sitzenden oder fast sitzenden Laubblätter, der mehr oder weniger kahlen Blattspreite, dem blattlosen Blütenstandsstiel und die lange und seidige Behaarung der Tragblätter.

## Nachweise